# Eva Wybrands

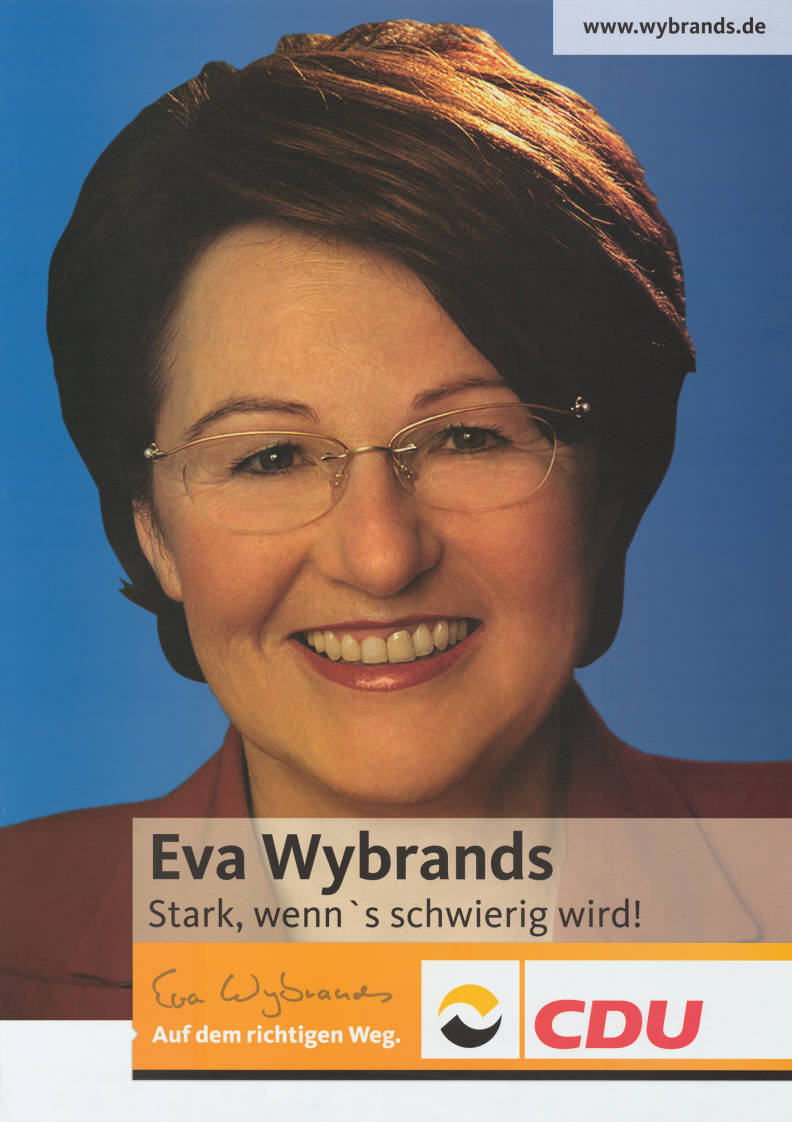
Eva Wybrands auf einem Plakat zur Landtagswahl 2006

Eva Wybrands (* 5. September 1951 in Magdeburg) ist eine deutsche Politikerin (CDU).
Wybrands machte einen Hochschulabschluss in Germanistik und Anglistik, war Gymnasiallehrerin und in der Lehrerfortbildung tätig.
Wybrands ist Landesvorsitzende der Frauen Union Sachsen-Anhalt. Sie gehört dem Bundesvorstand der CDU und dem Präsidium der Bundes-Frauen-Union an. Sie ist außerdem Präsidentin der Internationalen Kommission für Wissenschaft, Erziehung und Kultur der Europäischen Frauenunion.
Von 2002 bis 2006 saß Wybrands während der 4. Wahlperiode im Landtag von Sachsen-Anhalt. Sie wurde im Landtagswahlkreis Magdeburg I direkt gewählt und war im Ministerium für Wirtschaft und Arbeit tätig.